# Supposta

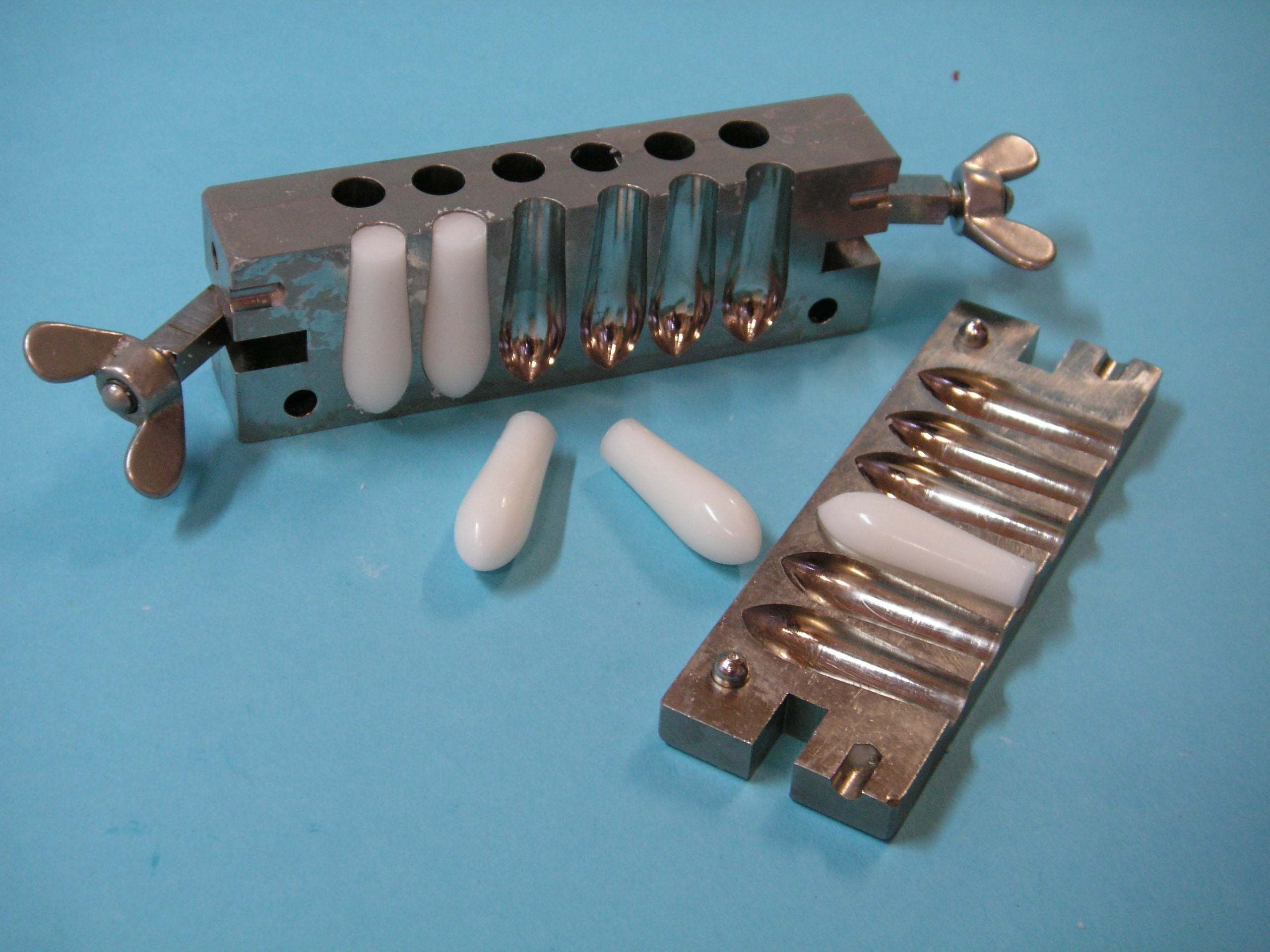
Stampo metallico per supposte

La supposta è una forma farmaceutica semisolida a dose unica in cui forma, volume e consistenza sono adatti alla somministrazione rettale.
L'assunzione della supposta avviene grazie a contrazioni anti peristaltiche dei muscoli del retto che la sospingono all'interno del corpo. Il vantaggio principale nella somministrazione per via rettale è quello di evitare il passaggio nel tratto gastrointestinale, scongiurando l'azione degli enzimi e dei succhi gastrici, e riducendo la metabolizzazione del farmaco a livello epatico, spesso utilizzata per bambini.

## Componenti
La supposta è costituita da un componente di base (storicamente burro di cacao, oggi miscele di gliceridi), e da uno o più principi attivi disciolti o dispersi nella base. La base può essere dispersibile nei fluidi biologici o andare incontro a fusione a temperatura corporea. Gli eccipienti base per la preparazione di supposte devono trovarsi allo stato solido, ed essere sufficientemente rigidi per l'introduzione nell'ampolla rettale. Possono essere lipofili (formate da miscele di gliceridi) o idrosolubili (a base di PEG). Le basi liposolubili fondono a temperatura corporea, mentre quelle idrosolubili si dissolvono o disperdono nei fluidi biologici.
Altri eccipienti che possono essere aggiunti nella formulazione di supposte comprendono adsorbenti, tensioattivi, lubrificanti, conservanti antimicrobici e coloranti.

## Preparazione
Le supposte possono essere preparate con due metodi diversi: a freddo (per compressione) o a caldo (per fusione). Il metodo per compressione era usato tra Otto e Novecento e si basava sull'ottenimento per via meccanica di cilindri di sostanza successivamente suddivisi in pezzi di uguale lunghezza e modellati a cono.
Il procedimento per fusione è quello oggi più usato, sia su scala magistrale sia industriale, e si basa sulla colata di una massa fusa in appositi stampi.

## Funzione

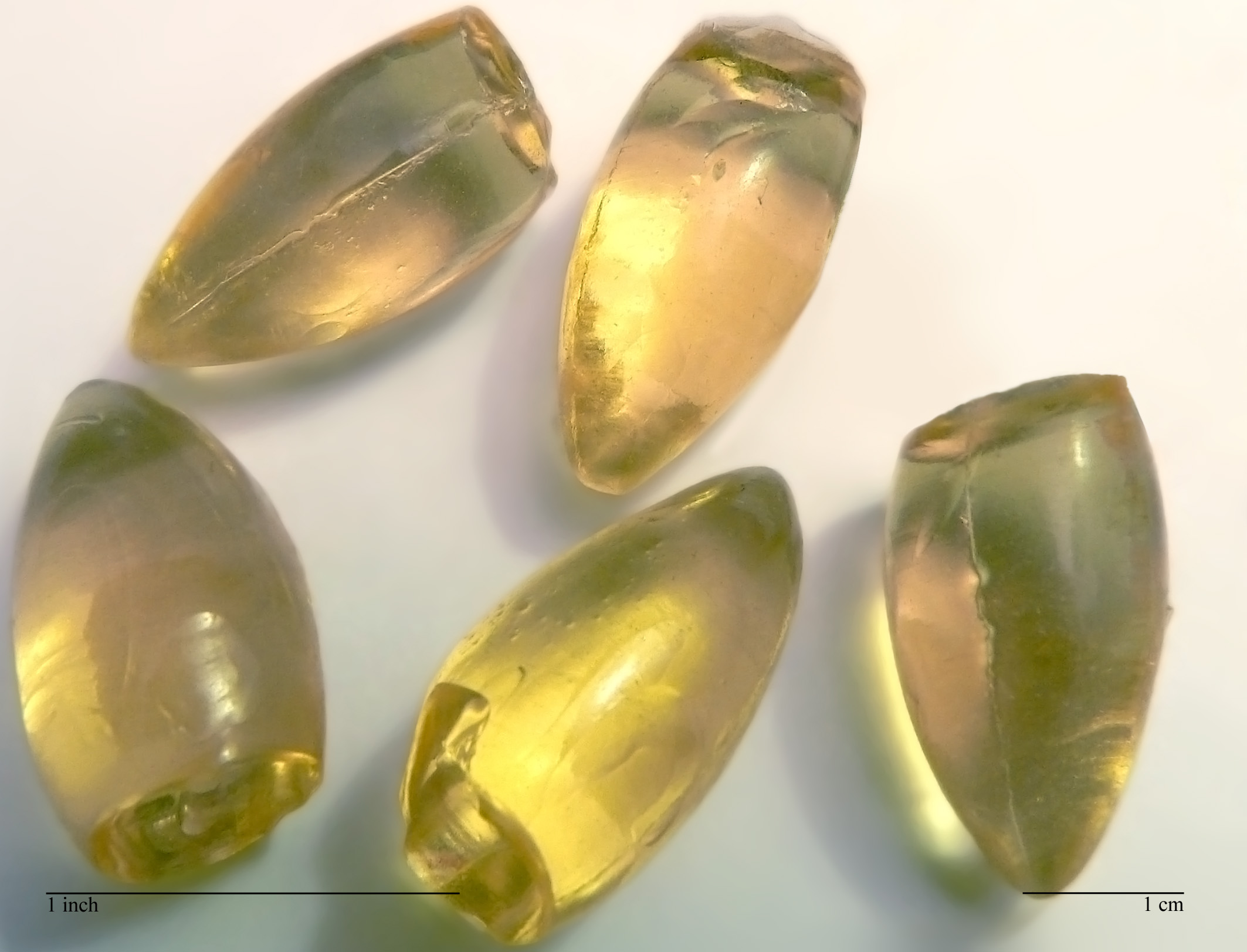
Supposte di glicerina (con funzione lassativa)

Le supposte possono avere o meno azione farmacologica.
- Nelle supposte con azione farmacologica lo scioglimento della sostanza di base o eccipiente consente il rilascio del medicamento che può avere azione locale (ad esempio utilizzando sostanze vasocostrittrici nel trattamento delle emorroidi) oppure essere rapidamente assorbito dalla mucosa rettale riccamente vascolarizzate dalle vene emorroidarie ed essere introdotto nella circolazione sanguigna generale arrivando agli organi bersaglio. Supposte di questo tipo devono essere assunte a seguito della defecazione, per evitare che possano essere evacuate prima del completo assorbimento del farmaco.
- Nel caso di supposte senza azione farmacologica (abitualmente a base di glicerina) lo scioglimento genera una lubrificazione del retto finalizzata a facilitare la defecazione.